# Charlotte Simons
Charlotte Simons (Zierikzee, 11 januari 1992), geboren als Charlotte Stephanie Simons, is een Nederlands- en Engelstalige journalist, afrikanist en feminist. 
Simons begon in 2012 aan de studie Algemene Cultuurwetenschappen aan de Universiteit van Amsterdam, maar maakte - na haar propedeuse behaald te hebben - in 2013 de overstap naar de Universiteit Leiden om daar Afrikaanse Talen en Culturen te studeren. Daar volgde zij ook een minor Journalistiek en Nieuwe Media. Gaandeweg specialiseerde ze zich in haar werk voornamelijk in Sub-Sahara Afrika, feminisme en psychische gezondheid. Ze schreef voor Vice Media (kanalen VICE.com, Tonic, i-D, Broadly en MUNCHIES) en OneWorld. 
Simons heeft in het verleden met psychische problemen te maken gehad, en is hier in haar werk altijd erg open over geweest. Zo schreef ze over haar worstelingen met boulimia nervosa, depressie, Body Dysmorphic Disorder en seksueel misbruik. 
Op 25 februari 2019 publiceerde Simons verschillende tweets over malafide kindertehuizen in Sub-Sahara Afrika, die viral gingen. Naar aanleiding hiervan deed zij in verschillende media haar verhaal. In maart van 2019 maakte ze bekend getekend te hebben bij literair agentschap Marianne Schönbach Literary Agency in Amsterdam, en van plan te zijn een boek te schrijven over weeshuistoerisme in Afrika.